# Середній державний радник Японії
Сере́дній держа́вний ра́дник (яп. 中納言, ちゅうなごん / なかのものもうすつかさ, МФА: [t͡ɕuu̥ nagoɴ / naka no monomoːsu̥ t͡sukasa]) — посада і титул в Японії 7 — 19 століття. Чиновник 3-го молодшого рангу. Молодше старшого державного радника і старше молодшого державного радника. Один з помічників Великої державної ради.

## Короткі відомості
Вперше посада середнього державного радника згадується під 692 роком в тексті «Кодексу Кійоміхара», в «Анналах Японії». В новому «Кодексі Тайхо» від 701 року ця посада була скасована. Проте 705 року її знову відновили — замість двох старших державних радників було призначено три середніх.
Функції середнього державного радника були близькими до обов'язків старшого. Він доповідав Імператору Японії про стан державних справ, брав участь в церемоніях проголошення Імператорських рескриптів, був членом Двірцевої ради.
Початково, за японським табелем про чиновницькі ранги, середній державний радник мав 4-й старший ранг. Держава надавала йому 200 селянських дворів і 30 помічників. З 761 року середнього державного радника було підвищено до чиновника 3-го молодшого рангу.
Існували два типи середніх радників: головні (яп. 正) і тимчасові (яп. 権, ごん).

## Синоніми
Японські назви посади середнього державного радника, що записувалися на китайський лад:
- Ко́мон (яп. 黄門, こうもん, «Жовті ворота»)[1]
- Мо́нка-дзіро́ (яп. 門下侍郎, もんかじろう, «Підворотний Імператора»)[1].

Японські автентичні назви посади:
- Тю́наґон (яп. 中納言, ちゅうなごん)[1]
- На́ка-но-мономо́су-цука́са (яп. 中納言, なかのものもうすつかさ)[1].